# Agnosthaetus falx
Agnosthaetus falx (лат.) — вид жуков-стафилинид рода Agnosthaetus из подсемейства Euaesthetinae (Staphylinidae). Эндемик Новой Зеландии. Название происходит от латинского falx, серп или коса, в отношении серповидного вида парамер.

## Описание
Мелкие жуки-стафилиниды, длина около 3 мм. Основная окраска красновато-коричневая. Данный вид можно отличить от всех других видов из рода Agnosthaetus, кроме A. stenomastax, по сочетанию гладкого ментума, антенно-окулярного киля головы, смыкающегося с глазом впереди середины глаза, как антенно-глазной киль, так и субпродольный гребень головы замаскированы вторичными латеральными килями, слегка вдавленной медиальной бороздой переднеспинки и базолатеральным килем переднеспинки. Кроме того, сочетание слегка зауженной апикальной части срединной доли и апикальной части парамера, субпараллельной вершине срединной доли, отличает эдеагус от эдеагуса как A. stenomastax, так и A. heteromastax.  Крылья отсутствуют. Голова, пронотум и надкрылья гладкие. Глаза крупные (занимают почти половину боковой стороны головы). Усики 11-члениковые. Нижнечелюстные щупики состоят из 4 сегментов, а нижнегубные 3-члениковые. Лабиум с парой склеротизированных шипиков. III—VII-й абдоминальные сегменты без парасклеритов. III-й абдоминальный тергит слит со стернитом, образуя кольцевидный сегмент. Базальный членик задних лапок отчётливо вытянутый и длиннее двух последующих тарзомеров. Обладают формулой лапок 5—5—4.
Места обитания: смешанный подокарповый широколиственный лес. Образцы взяты с мохообразных и лесной подстилки. Фенология: февраль, сентябрь. Высота на уровнем моря: 5-40 м.

## Систематика
Вид был впервые описан в 2011 году американским энтомологом Дэйвом Кларком в 2011 году (Clarke, 2011) и включён в состав рода Agnosthaetus. Это один из трёх морфологически близких видов, эндемичных для острова Стюарт (включая близлежащий остров Codfish Island). Наличие базолатерального валика и прямых борозд переднеспинки легко отличает A. falx от Agnosthaetus heteromastax, но не от Agnosthaetus stenomastax. От последнего вида A. falx легче всего отличить по слегка зауженной срединной лопасти и более широкой вершине парамер.